# Saint-Pardoux-le-Vieux
Saint-Pardoux-le-Vieux é uma comuna francesa na região administrativa da Nova Aquitânia, no departamento de Corrèze. Estende-se por uma área de 15,80 km². Em 2010 a comuna tinha 310 habitantes (densidade: 19,6 hab./km²).